# Canton (Mississippi)
Canton è una città (city) degli Stati Uniti d'America, capoluogo della contea di Madison, nello Stato del Mississippi.